# تلویزیون آرزو
تلویزیون آرزو یک شبکه تلویزیونی خصوصی است که در سال ۲۰۰۷ با هدف آگاهی دهی مردم، رشد دموکراسی، آزادی بیان و ملت سازی به فعالیت‌های خویش در قالب برنامه‌های خبری و تولیدی شروع به فعالیت نمود.

## تأسیس
تلویزیون آرزو به همت کمال الدین نبی زاده یکی از تاجران برجسته افغانستان با هدف ارائه خدمت به مردم تأسیس شد، مسوولیت عمومی این رسانه را نورآغا شریفی به عهده دارد.
خواجه بصیر عابد، نثار آریانفر و رامین دلاسا از دیگر افراد کلیدی این شبکه هستند.

## برنامه‌ها
برنامه‌های این شبکه تلویزیونی سیاسی، فرهنگی، آموزشی و سرگرم‌کننده است. اخبار در این شبکه به چهار زبان دری، پشتو ازبکی، و انگلیسی پخش می‌گردد.
نشرات HD این شبکه در ۱۴ ام ماه اسد (مرداد)ماه آغاز گردید.

## پوشش و ساعات پخش
تلویزیون آرزو در ولایات کابل، بلخ، هرات، کندز، بغلان، فاریاب، میدان وردک، کاپیسا و پروان روی آنتن‌های عادی قابل دریافت می‌باشد، هم میهنان ما می‌توانند پخش این رسانه را با کیفیت عالی دریافت و تماشا نمایند.
در خارج از کشور بیننده گان و علاقه‌مندان این رسانه می‌توانند در ماهواره جهانی Yahsat در آسیا روی فریکونسی ۱۲۰۱۵ سمبول رید ۲۷۵۰۰ پلورایزیسن ۳/۴ در حالت H روی فریکونسی برنامه‌ها را تماشا کنند.